# Bronisław Jakubowski (duchowny)
Bronisław Jakubowski (ur. 20 lutego 1896 w Kozłowie, zm. 3 sierpnia 1980 w Bielsku-Białej) – polski duchowny katolicki.

## Życiorys
29 czerwca 1920 roku we Lwowie przyjął święcenia kapłańskie z rąk abpa Józefa Bilczewskiego, po czym pracował jako wikariusz w parafii w Przemyślanach. W latach 1925–1945 był administratorem parafii w Rykowie. Po zakończeniu II wojny światowej poprosił o możliwość posługi na terenie diecezji katowickiej i zamieszkania w Bielsku. Po pozytywnym rozpatrzeniu prośby wraz ze 160 wysiedlonymi rodzinami z Rykowa osiadł w Aleksandrowicach. Do 1953 roku był duszpasterzem w kościele filialnym św. Stanisława, a po reaktywacji parafii św. Stanisława został jej proboszczem. Pełnił tę funkcję do 1972 roku. Zmarł w 1980 roku i został pochowany na cmentarzu parafialnym.
Jego nazwiskiem upamiętniono ulicę w Starym Bielsku.